# Larry Dale
Larry Dale, geboren als Ennis Lowery (Wharton, 7 januari 1923 - New York, 19 mei 2010), was een Amerikaanse bluesmuzikant (zang, gitaar).

## Biografie
Begin jaren 1950 werd Ennis Lowery geïnspireerd door het gitaarspel van B.B. King. Spoedig daarna maakte hij zijn eerste plaatopnamen, eerst als begeleidingsmuzikant van Bob Gaddy en Paul Williams (bij het Jackson/Jax-label), met Big Red McHouston & His Orchestra en onder de intussen aangenomen artiestennaam Larry Dale (voor het RCA Records-sublabel Groove Records) met een band, waartoe ook de gitarist Mickey Baker en de pianist Champion Jack Dupree behoorden.
Dale werkte met de pianist Bob Gaddy in de clubs van New York, maar was ook een gevraagd studiomuzikant, die o.a. bij alle vier de 1956er tot 1958er sessies van Dupree voor Groove Records en Vik Records en op het bekende Dupree-album, het in 1958 voor Atlantic Records ingespeelde Blues from the Gutter tot inzet kwam. Zijn speelwijze op deze lp had Brian Jones van The Rolling Stones geïnspireerd.
Dale leverde zijn beste opnamen af met de overgang van de jaren 1950 naar 1960. Voor Glover Records nam hij in 1960 de partyblues Let the Doorbell Ring en Big Muddy op. Daarna herstelde hij in 1962 voor Atlantic Records de hit Drinkin' Wine-Spo-Dee-O-Dee van Stick McGhee weer in ere.
- Bibliothèque nationale de France: cb14168687m (data)
- Gemeinsame Normdatei: 134353900
- International Standard Name Identifier: 0000 0000 7880 9273
- Library of Congress Control Number: no98007547
- MusicBrainz: 79be0b9d-48d4-4d42-a1c2-abf0349d4c77
- SNAC: w6jn6v0z
- Virtual International Authority File: 66081845
- WorldCat: E39PBJckMHTY4pRydMf3T4W4bd